# Люксембург на літніх Олімпійських іграх 2012
Люксембург на літніх Олімпійських іграх 2012 був представлений у семи видах спорту.